# 홍승범 (1991년)
홍승범(1991년 12월 28일 ~ )은 대한민국의 배우이다.

## 출연

### 방송

#### 드라마
- 2017년 SBS 《이판사판》 - 남윤일 역
- 2018년 MBC 《이리와 안아줘》 - 염지홍 역
- 2018년 웹드라마 《나의 개같은 연애》 - 윤시덕 역
- 2018년 웹드라마 《사당보다 먼 의정부보다 가까운 시즌 3》 - 강투철 역
- 2018년 SBS 《복수가 돌아왔다》 - 최도현 역
- 2019년 웹드라마 《남사친 말고 남친》
- 2020년 MBC 《꼰대인턴》 - 김승진 역
- 2023년 tvN 《성스러운 아이돌》 - 최정서 역
- 2023년 tvN 《이로운 사기》 - 링고 역

### 영화
- 《사자》 (2019년) - 과거 검은주교 역
- 《쇼미더고스트》 (2021년) - 기두 역